# Jean-Claude Codjia
 (juin 2021).
La mise en forme du texte ne suit pas les recommandations de Wikipédia : il faut le « wikifier ».
Les points d'amélioration suivants sont les cas les plus fréquents. Le détail des points à revoir est peut-être précisé sur la page de discussion.
- Les titres sont pré-formatés par le logiciel. Ils ne sont ni en capitales, ni en gras.
- Le texte ne doit pas être écrit en capitales (les noms de famille non plus), ni en gras, ni en italique, ni en « petit »…
- Le gras n'est utilisé que pour surligner le titre de l'article dans l'introduction, une seule fois.
- L'italique est rarement utilisé : mots en langue étrangère, titres d'œuvres, noms de bateaux, etc.
- Les citations ne sont pas en italique mais en corps de texte normal. Elles sont entourées par des guillemets français : « et ».
- Les listes à puces sont à éviter, des paragraphes rédigés étant largement préférés. Les tableaux sont à réserver à la présentation de données structurées (résultats, etc.).
- Les appels de note de bas de page (petits chiffres en exposant, introduits par l'outil «  Source ») sont à placer entre la fin de phrase et le point final[comme ça].
- Les liens internes (vers d'autres articles de Wikipédia) sont à choisir avec parcimonie. Créez des liens vers des articles approfondissant le sujet. Les termes génériques sans rapport avec le sujet sont à éviter, ainsi que les répétitions de liens vers un même terme.
- Les liens externes sont à placer uniquement dans une section « Liens externes », à la fin de l'article. Ces liens sont à choisir avec parcimonie suivant les règles définies. Si un lien sert de source à l'article, son insertion dans le texte est à faire par les notes de bas de page.
- La présentation des références doit suivre les conventions bibliographiques. Il est recommandé d'utiliser les modèles {{Ouvrage}}, {{Chapitre}}, {{Article}}, {{Lien web}} et/ou {{Bibliographie}}. Le mode d'édition visuel peut mettre en forme automatiquement les références.
- Insérer une infobox (cadre d'informations à droite) n'est pas obligatoire pour parachever la mise en page.

Pour une aide détaillée, merci de consulter Aide:Wikification.
Si vous pensez que ces points ont été résolus, vous pouvez retirer ce bandeau et améliorer la mise en forme d'un autre article.
Pour les articles homonymes, voir Jean Claude.
Jean-Claude Codjia est un homme politique béninois nommé préfet du département de l'Atlantique le  22 juin 2016 par le président Patrice Talon. Le mercredi 20 février 2019, il est nommé préfet du département du Littoral par intérim en remplacement du préfet Modeste Toboula relevé de ses fonctions ce même jour par le conseil des ministres.

## Biographie

### Carrière professionnelle
Enseignant-chercheur de profession, Jean-Claude Timothé Codjia est professeur titulaire de l'Université d'Abomey-Calavi, où il a été doyen de la faculté des Sciences Agronomiques.

### Carrière politique
Jean-Claude Codjia est nommé au poste de préfet du département de l'Atlantique à partir du 22 juin 2016 sous le decret N° 2016‐ 398 du 07 juillet 2016 portant nomination au Ministère de la Décentralisation et de la Gouvernance Locale au Bénin,. À la suite du limogeage de Modeste Toboulas, il assure l'intérim du préfet du département du Littoral,,,.

## Distinctions
A l'instar de Célestine Adjanohoun et Urbaine Degbehounde, Jean-claude Codjia a également été élevé par la FPU au rang d'Ambassadeur International de la Paix le 14 septembre 2018.